# Uwe Schimunek
Uwe Schimunek (* 1969 in Erfurt) ist ein deutscher Journalist und Autor.
Schimunek schreibt vornehmlich Kriminalliteratur, die er unter anderem Jaron-Verlag veröffentlicht. Er lebt in Leipzig und ist seiner Heimatstadt auch thematisch verbunden, so spielen einige seiner historischen Kriminalromane in der alten Buchstadt. Er ist Mitglied im Krimiautorenverein Syndikat.

## Schriften (Auswahl)
Romane
- Katzmann und die Dämonen des Krieges. Jaron-Verlag, Berlin 2011, ISBN 978-3-89773-901-7.
- Die Leiche im Landwehrkanal. Jaron-Verlag, Berlin 2013, ISBN 978-3-89773-728-0.
- Der ermordete Gärtner. Ein Katzmann-Krimi. Jaron-Verlag, Berlin 2013, ISBN 978-3-89773-936-9.
- Tödliche Zeilen. Historischer Leipzig-Krimi. Jaron-Verlag, Berlin 2017, ISBN 978-3-89773-946-8.
- Rebellen. Ein Kappe-Krimi. Jaron-Verlag, Berlin 2021, ISBN  	978-3-89773-880-5.

Kinderbücher
Illustrationen von Thomas Leibe
- Balduin und das Geheimnis des weißen Goldes. Lychatz-Verlag, Leipzig 2015, ISBN 978-3-942929-98-1.
- Balduin und das goldene Mikroskop. Lychatz-Verlag, Leipzig 2016, ISBN 978-3-942929-47-9.
- Balduin und der Oldtimer. Lychatz-Verlag, Leipzig 2018, ISBN  	978-3-942929-59-2.
- Balduin und die Krümel im Kaffee. Lychatz-Verlag, Leipzig 2019, ISBN 978-3-948143-03-9.

Sachbücher
- mit Arno Specht: Geisterstätten Sachsen-Anhalt. Jaron-Verlag, Berlin 2019, ISBN 978-3-89773-948-2 (Fotos von Peter Männig, Adrian Specht und Arno Specht).
- Schlösser in Thüringen. Die 30 schönsten Schlösser, Burgen und Klöste. Jaron-Verlag, Berlin 2020, ISBN 978-3-89773-949-9.